# زمین‌لرزه‌های ۱۳۹۶ خراسان شمالی
زمین‌لرزهٔ ۱۳۹۶ خراسان شمالی یا زمین‌لرزه ۱۳۹۶ بجنورد زمین‌لرزه‌ای به بزرگای گشتاوری ۵٫۷ (Mw) بود که شنبه، ۲۳ اردیبهشت ۱۳۹۶ در ساعت ۲۲:۳۱:۵۹، در عمق ۸ کیلومتری زیر زمین، واقع در ۱۹ کیلومتری شهر پیش قلعه استان خراسان شمالی ایران رخ داد و شهرستان بجنورد و مانه و سملقان را تحت تأثیر خود قرار داد. این زلزله تاکنون ۲ کشته و ۴۰۰ مصدوم داشته‌است. از ۵۷ نفری که در بیمارستان بستری شده‌اند ۲۶ نفرشان تحت عمل جراحی قرار گرفتند.

## سوابق زلزله در خراسان شمالی
در سده اخیر ۱۳ زمین لرزه با قدرت بیش از ۵٫۵ ریشتر در خراسان شمالی رخ داده‌است که آخرین آن با قدرت ۶٫۲ درجه در مقیاس امواج درونی زمین (ریشتر) بهمن سال ۱۳۷۵ بود که خسارات جانی و مالی فراوانی به دنبال داشت.

## مسکن مهر و ایمنی در منطقه زلزله‌خیز
ساخت مسکن مهر بجنورد همزمان با خراسان شمالی سال ۱۳۸۸ در دوران دولت نهم و دهم آغاز شده بود، که تا سال ۱۳۹۱ در دولت دهم بالغ بر ۲۵ هزار و ۹۰۳ واحد به مرحله بهره‌برداری رسیده بودند، و ۶۵۰۰ واحد از آن تا فروردین ۱۳۹۱ افتتاح شدند. زمین‌لرزه ۵٫۷ ریشتری در عمق ۸ کیلومتری، اردیبهشت ۱۳۹۶ خسارات جدی به این ساختمان‌ها در بجنورد وارد کرد از جمله شکاف خوردن دیوارها در سراسر مجتمع و به دلیل خطر ریزش آوار منجر به تخلیه گلستان‌شهر و نگرانی از دوباره مستقر شدن شد. شهریور و مهر ۱۳۹۶ تقریباً یک تا دو ماه پیش از زمین‌لرزه ازگله کرمانشاه زمین‌لرزه‌هایی با قدرت ۲٫۲ و ۱٫۷ و ۱٫۹ و ۱٫۵ در ۴ نوبت متفاوت (از ۱۹ شهریور تا ۲۳ مهر) در بجنورد توسط مرکز لرزه‌نگاری کشور دانشگاه تهران ثبت شدند، و سه‌شنبه ۲۵ مهر نهایتاً زلزله ۴٫۷ ریشتری مردم را از نگرانی به خیابان‌ها آورد.روزنامه دنیای اقتصاد در ۲۵ مهر ۱۳۹۶ نوشت:
گفتنی است، تعداد بسیاری از واحدهای مسکونی گلستان شهر بجنورد در پی زلزله ۵٫۷ ریشتری اردیبهشت‌ماه امسال خسارت زیادی را دید که به علت سردی هوا مردم در منازل آسیب دیده زندگی می‌کنند.